# Тіра (Ізраїль)
Тіра (араб. الطـّيرة, івр. טירה) — невелике місто в Ізраїлі. Статус міста Тіра отримала в 1991 році. Розташована у родючому, так званому «хлібному кошику» Ізраїлю, до 1976 року Тіра, за оцінками, мала до двох третин землі, експропрійованої державою. Сьогодні перспективи працевлаштування молоді низькі, що спричинило високий рівень злочинності в місті. У 2022 році населення міста становило 27 802 особи.

## Географія
Місто розташоване в невеликому трикутнику, регіоні, в якому ізраїльтяни-араби складають більшість жителів. Розташоване приблизно за дванадцять кілометрів на південний схід від Нетанії та за вісім кілометрів на північний схід від Кфар-Сава.